# Gmina miejska Savski Venac
Gmina miejska Savski Venac (serb. Gradska opština Savski Venac / Градска општина Савски Венац) – gmina miejska w Serbii, w mieście Belgrad. W 2018 roku liczyła 35 732 mieszkańców.